# Patrick Nunatak
Patrick Nunatak är en nunatak i Antarktis. Den ligger i Västantarktis. Argentina, Chile och Storbritannien gör anspråk på området. Toppen på Patrick Nunatak är 1 268 meter över havet.
Terrängen runt Patrick Nunatak är kuperad västerut, men österut är den platt. Terrängen runt Patrick Nunatak sluttar söderut. Trakten är obefolkad. Det finns inga samhällen i närheten. 